# Метатитанат кобальта(II)
Метатитанат кобальта(II) — неорганическое соединение,
соль кобальта и метатитановой кислоты с формулой CoTiO3,
зелёные кристаллы.

## Получение
- Спекание оксида кобальта и оксида титана:

{\displaystyle {\mathsf {CoO+TiO_{2}\ {\xrightarrow {1150^{o}C}}\ CoTiO_{3}}}}

## Физические свойства
Метатитанат кобальта(II) образует зелёные кристаллы
тригональной сингонии,
пространственная группа R 3,
параметры ячейки a = 0,54846 нм, α = 55,02° 
(в гексагональной установке a = 0,5044 нм, c = 1,3961 нм, Z = 6).